# Creston (Columbia Britannica)
Creston è una città della Columbia Britannica, in Canada, situata nel distretto regionale di Central Kootenay.